# Nouvelle-Aquitaine Future Series 2023
Die Nouvelle-Aquitaine Future Series 2023 im Badminton fand vom 6. bis zum 9. Juli 2023 in Pessac statt. Es war die zweite Auflage der Turnierserie.

## Medaillengewinner
| Disziplin    | Gold                          | Silber                          | Bronze                             |
| ------------ | ----------------------------- | ------------------------------- | ---------------------------------- |
| Herreneinzel | Bharat Raghav                 | Noah Haase                      | Bruno Carvalho                     |
| Herreneinzel | Bharat Raghav                 | Noah Haase                      | Harry Huang                        |
| Dameneinzel  | Tung Ciou-tong                | Kaloyana Nalbantova             | Irina Amalie Andersen              |
| Dameneinzel  | Tung Ciou-tong                | Kaloyana Nalbantova             | Loh Zhi Wei                        |
| Herrendoppel | Eloi Adam Léo Rossi           | Louis Ducrot Quentin Ronget     | Nicolas Hoareau Aymeric Tores      |
| Herrendoppel | Eloi Adam Léo Rossi           | Louis Ducrot Quentin Ronget     | Peyo Boichinov Ivan Rusev          |
| Damendoppel  | Bengisu Erçetin Nazlıcan Inci | Sharone Bauer Emilie Vercelot   | Marie Cesari Lilou Schaffner       |
| Damendoppel  | Bengisu Erçetin Nazlıcan Inci | Sharone Bauer Emilie Vercelot   | Xiyu Liu Yujie Shan                |
| Mixed        | Eloi Adam Sharone Bauer       | Dyon van Wijlick Jaymie Laurens | Andy Buijk Kelly van Buiten        |
| Mixed        | Eloi Adam Sharone Bauer       | Dyon van Wijlick Jaymie Laurens | Baptiste Labarthe Camille Pognante |